# Щапов, Иван Петрович
Ива́н Петро́вич Ща́пов — русский общественный деятель, депутат от раскольничьих слобод Стародубского и Черниговского полков в Екатерининской комиссии о сочинении проекта нового уложения 1767 года.

## Биография
Проживал в Илимовской слободе Киевской губернии Российской империи. Руководствуясь наказом, данным ему его избирателями, Щапов ходатайствовал перед Правительствующим Сенатом:
1. о возобновлении беспрепятственных молитвенных собраний и богослужений в часовнях, построенных первобытными обывателями этих слобод, согласно праву, дарованному раскольникам именным указом Петра Великого в 1715 году и утраченному впоследствии.
2. о разрешении совершать литургию в церкви, привезенной из-за границы раскольниками-беглецами, возвратившимися в Россию в царствование императрицы Екатерины II.

Вместе с тем, Щапов являлся и выразителем пожеланий своих избирателей в вопросах местной торговли: раскольники желали устроить у себя посад или пригород, в котором бы лица, приписанные к этому посаду, имели право свободной торговли, мастеровых же предполагалось приписать в цехи. Купцы и все слободские обыватели должны были находиться в ведении волостной конторы описных слобод, подчиненной одному управителю, причем для ускорения делопроизводства ежегодно предполагалось выбирать из слободских обывателей по одному бургомистру, а для письменной части — по четыре волостных писаря и по одному подписку; для караула же и для сбора подушных податей — назначить из Киевского или какого-либо другого батальона по одному унтер-офицеру и по 10 солдат, состоящих на казенном жаловании.
Также Щапову поручено было ходатайствовать о передаче в ведение волостной конторы малороссов, признающих старообрядческие книги, и тех раскольничьих слобод с землями, которые были отданы в 1741 году в ведение Киево-Печерской лавры, с тем чтобы эти слободы именовались коронными и выплачивали лавре подушные подати.